# Annette Kolb
Annette Kolb, född 3 februari 1870 i München, död där 3 december 1967, var en tysk författare.
Annette Kolb, som på mödernet var av fransk härkomst kom genom släktskapsförhållanden och sociala relationer att bli starkt internationellt inriktad. Hon hade nära förbindelser med inflytelserika företrädare för katolska kulturkretsar i Tyskland, Frankrike, Storbritannien och Italien, arbetade före och under första världskriget för mellanfolklig förståelse och fred. Kolb debuterade 1906 med Sieben Studien, l’âme aux deux patries och utgav sedan bland annat Das Exemplar (1913), en humoristisk roman med motiv från brittiskt societetsliv, essäsamlingen Wege und Umwege (1914), Briefe einer Deutschfranzösin (1916), Daphne Herbst (1928), en roman, Versuch über Briand (1929), Die Schaukel (1934), en roman, Mozart (1937), Glückliche Reise (1940), en reseskildring från USA samt König Ludwig II. von Bayern und Richard Wagner (1947). Kolb översatte utländsk katolsk litteratur, bland annat Katarina av Sienas sista brev och G.K. Chestertons Orthodoxy. Kolb lämnade Tyskland 1933, levde som emigrant i Paris till 1940, då hon flydde till Schweiz, varifrån hon efter andra världskriget återvände till Paris.